# 迷彩服1型
迷彩服1型（めいさいふくいちがた）は、陸上自衛隊で使用されていた迷彩服である。現在では迷彩服3型の採用でほとんど姿を消している。

## 概要

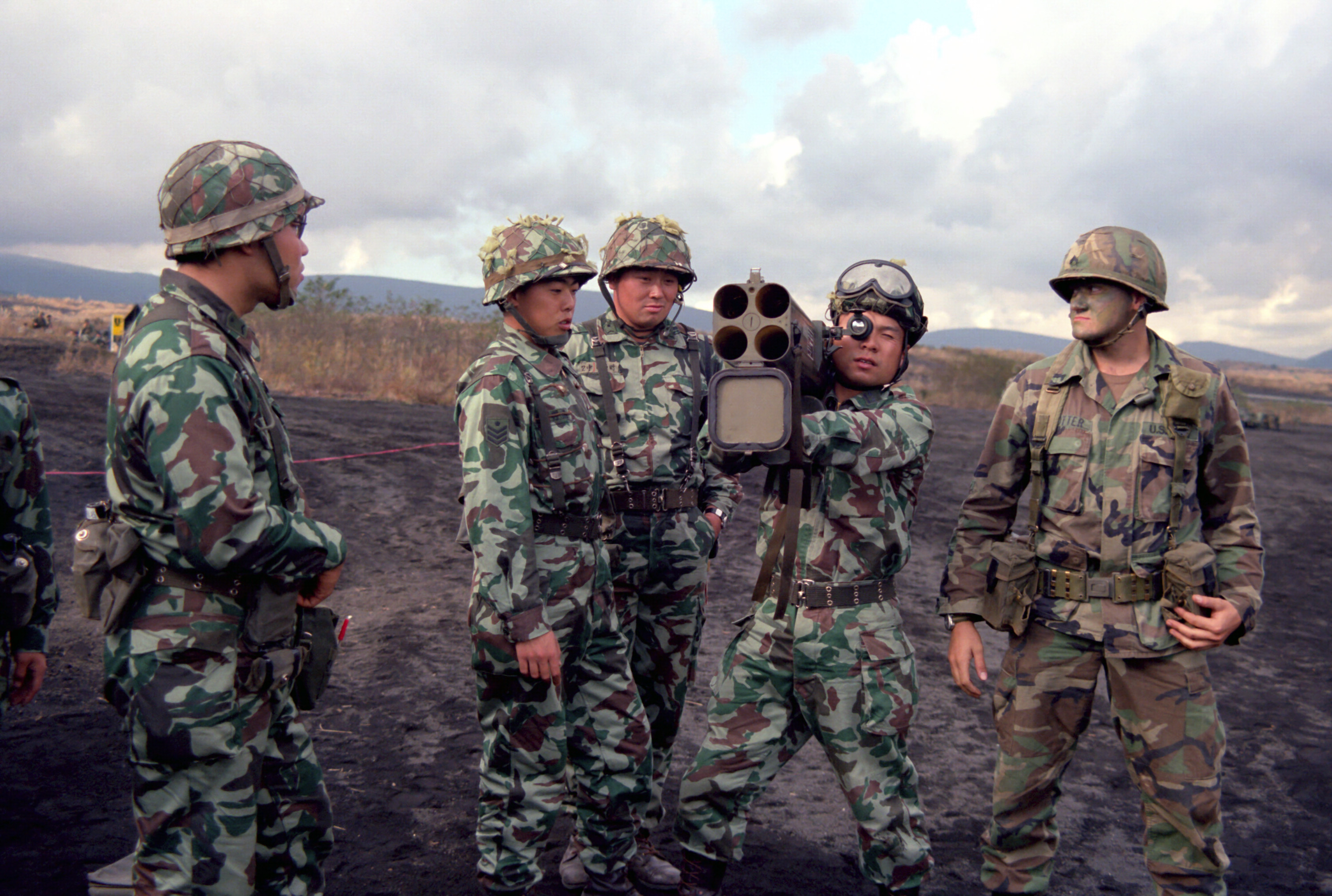
迷彩服1型を着用した陸上自衛官たち
右端のアメリカ陸軍兵はウッドランド・パターンの野戦服を着用。
日米共同演習（1985年）

アメリカ軍のベトナム戦争での戦訓を取り入れ、1970年代初期に制式化された日本初の迷彩服。65式作業服に迷彩生地を使用したため、デザイン・仕様は「作業服」と同じで、上着にファスナーが付いている。材質はビニロンと綿の混紡が使用されており、上着は作業服同様、中に入れるタイプのため、匍匐時には泥がズボンの中に入ることもあった。当初は普通科教導連隊および北海道の部隊に導入され、後に全国の部隊に配備された。迷彩服2型の採用により「旧迷彩服」と呼ばれる場合もある。当時は「迷彩作業服」とも呼ばれたが、「戦闘服」という呼称では無いのは"自衛隊は軍隊ではない"という社会的配慮によるとされる。
当初、色合いは北海道の主要植生である熊笹と赤土土壌で効果を発揮するように、非常に薄い青緑と原色に近い茶と緑を使用した「リーフパターン」に似たデザインがなされていたが、使用時の酷使により色合いがだんだん薄くなり、明るい色合いになってしまっていた。試作品にはタイガーストライプのものも存在したという。また笹藪の中ではかなり発見しにくい反面、その他の環境では非常に目立ってしまうという欠点があった。しかし冷戦下、ソ連は北海道へ上陸を試みるとの見方が強かったため、ソ連が崩壊する1990年代まで使用された。
迷彩服1型や装具類はNATO諸国の平均から遅れるものではなかったが、1980年代に入るとアメリカ軍と比較して旧式化が目立つようになる。だが、冷戦終結後に各国の装備が放出され、その品質が判明し始めると、自衛隊の装備の品質は比較的高かったことが判明している。
1980年代後半ごろから装備改編が進み、64式7.62mm小銃の後継である89式5.56mm小銃の採用と合わせて装具の更新も進められる。迷彩服1型も全体的にコントラストが薄くなり黒色が焦茶に、地色が水色に近くなった。その他、88式鉄帽や91式弾帯への装着を前提とした装具（戦闘装着セット）が採用されるも、迷彩服2型とその迷彩パターンの採用までの過渡期にはこの1型の迷彩パターンを使用したものが使用されることになる。
現在では北海道のみならず、日本国内全土での使用を前提とした「迷彩服2型」が採用され、元となった「作業服」を除いて姿を消している。また、「作業服」のほうも、迷彩服2型と同型の「迷彩2型作業服」が支給されており、予備自衛官などの招集訓練時などに使われる以外は、完全に姿を消した。

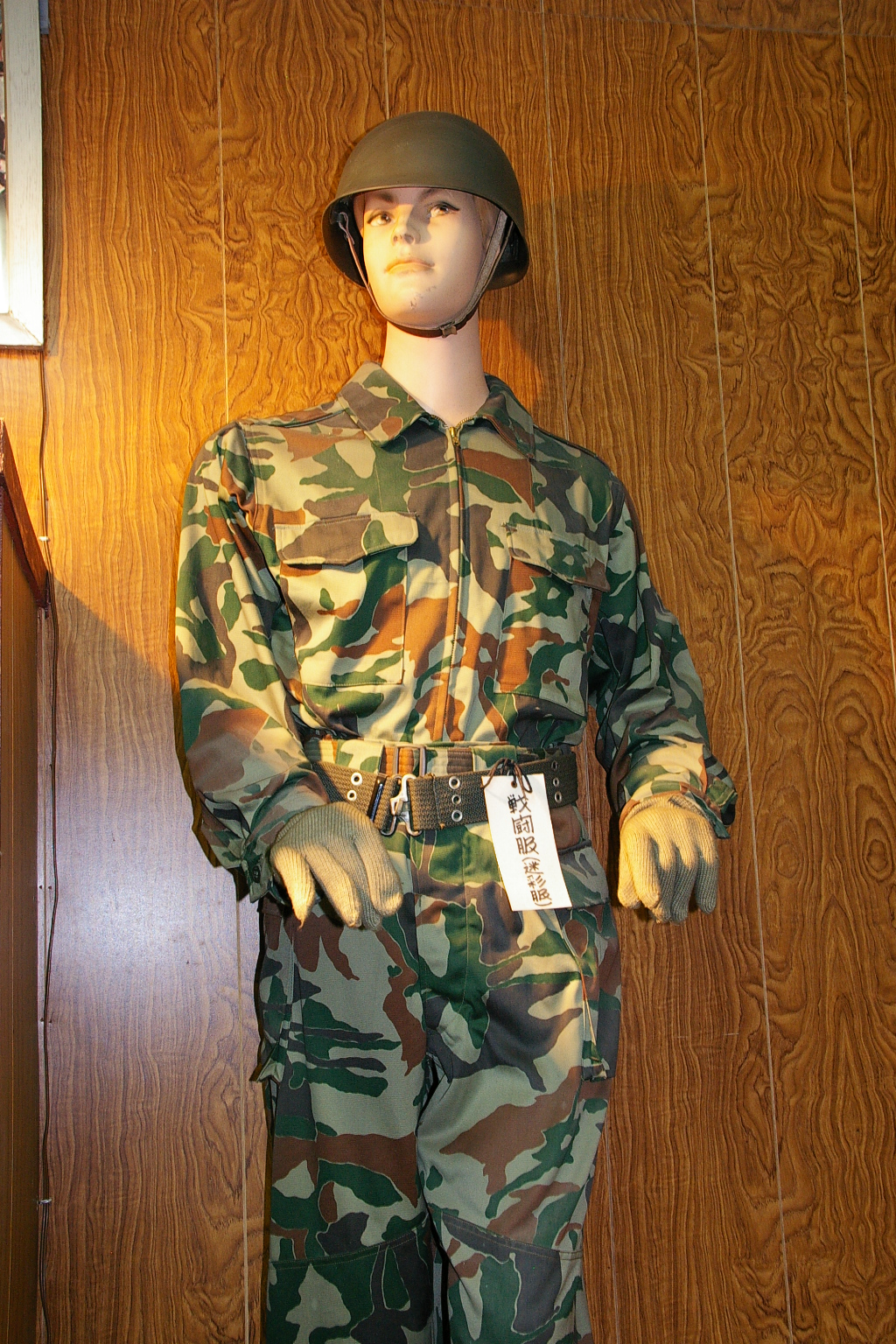
迷彩服1型上下

### 派生型
日本唯一の空挺部隊「第1空挺団」専用の戦闘服など、いくつかのバリエーションが存在する。また、この迷彩パターンを使用した66式鉄帽、および88式鉄帽用のカバー（鉄帽覆い）なども存在する。また、交戦訓練装置（通称：バトラー）の旧型はこの迷彩パターンである。

## その他
部隊配備開始後、当迷彩服の存在が広く知られるようになると、フィクションに登場する陸上自衛隊隊員も迷彩服を着用した姿で描写されるようになったが、公式のものは民間向けには販売されておらず、また、放出品もほとんど存在しなかったため、映像作品では自衛隊全面協力の作品であっても俳優が実物を着用している例は少ない。
レプリカ品は存在するが、大量に製作されたものではないため、大概の作品ではアメリカ軍の使用したリーフパターン迷彩の熱帯用戦闘服（ジャングルファティーグ）が代用として用いられている。漫画などにおいても、全体のデザイン、迷彩の柄・色などはアメリカ軍のリーフパターン迷彩服を参考に描かれていることが多く、実物とは異なっている例が多く見られる。